# 大牟田市立玉川小学校
大牟田市立玉川小学校（おおむたしりつたまがわしょうがっこう）は、福岡県大牟田市に所在する公立小学校。

## 概要
1892年（明治25年）の創立である。校区は東西に7キロメートルと長い。

## 所在地
- 福岡県大牟田市大字櫟野2710番地1

## 沿革
- 1892年（明治25年） - 三池郡玉川村に玉川尋常小学校として開校
- 1920年（大正9年） - 玉川尋常高等小学校と改称
- 1941年（昭和16年） - 大牟田市玉川国民学校と改称
- 1957年（昭和32年） - 創立65周年記念式典挙行
- 1964年（昭和39年） - 校旗・校歌制定
- 1970年（昭和45年） - プール（25メートル×13メートル）完成
- 1972年（昭和47年） - 体育館建設工事落成
- 1974年（昭和49年） - 学校林 杉350本 桧240本植樹
- 1980年（昭和55年） - 鉄筋校舎1・2期工事落成
- 1981年（昭和56年） - 新築落成記念式典及祝賀会挙行
- 1984年（昭和59年） - 学校花壇（校舎北側）造成
- 1985年（昭和60年） - 創立100周年記念式典挙行
- 1988年（昭和63年） - 気象観測施設新設
- 1989年（平成元年） - ビデオ全校一斉放映施設完了、パソコン2機市より配当
- 1995年（平成7年） - 創立110周年記念公開発表「生き生きと表現する子どもを育てる学習指導法の研究」
- 1997年（平成9年） - パソコン22台設置
- 1998年（平成10年） - 運動場排水溝3本設備
- 1999年（平成11年） - 空調整備設置
- 2000年（平成12年） - 25メートルプール・小プール完成
- 2001年（平成13年） - 各教室ほかにPC9台設置
- 2014年（平成26年） - 体育館耐震工事実施
- 2018年（平成30年） - 福岡県・筑後地区小学校図画工作教育研究大会会場校となる

## 通学区域
大字勝立（天の原小学校通学区域以外の区域）、大字教楽来、大字櫟野、新勝立町4丁目（3の8 - 3の25、3の69 - 3の104、17の1、17の2、20）

## 周辺
- 福岡県道・熊本県道3号大牟田植木線
- 福岡県道93号大牟田高田線
- 熊本県道・福岡県道124号金山櫟野線
- 焼石山公園